# Megaselia gracilipalpis
Megaselia gracilipalpis är en tvåvingeart som beskrevs av Borgmeier 1969. Megaselia gracilipalpis ingår i släktet Megaselia och familjen puckelflugor. Inga underarter finns listade i Catalogue of Life.